# Белла Гессер
Белла Гессер, до шлюбу Ігла (нар. 2 червня 1985) — ізраїльська шахістка російського походження, гросмейстер серед жінок від 2004 року.

## Шахова кар'єра
У 1997 і 1998 роках двічі брала участь у фіналі чемпіонату Росії серед дівчат до 12 та 16 років. Також представляла цю країну на чемпіонаті Європи серед дівчат до 14 років (1999) та чемпіонаті світу серед дівчат до 16 років (2000). Починаючи з 2001 року на міжнародній арені представляє Ізраїль. У 2001 і 2002 роах виступила на чемпіонаті Європи і світу до 16 і 18 років. 2004 року здобула в Рамат-Авіві титул чемпіонки Ізраїлю.
У 2004—2008 роках тричі брала участь у шахових олімпіадах, а також тричі представляла країну на командних чемпіонатах Європи.
Найвищий рейтинг Ело в кар'єрі мала станом на 1 липня 2005 року, досягнувши 2299 очок займала тоді 3-тє місце (позаду Маші Клінової та Анжели Борсук) серед ізраїльських шахісток.